# Шримсы
Шримсы (лат. Crangonidae)  — семейство десятиногих раков из инфраотряда настоящих креветок, насчитывающее около 200 современных и 3 ископаемых вида.

## Роды
Представителей семейства подразделяют на 24 рода:
- Aegaeon Agassiz, 1846 — 5 видов
- Argis Krøyer, 1842 — 10 видов
- Crangon Fabricius, 1798 — 19 современных и 2 ископаемых вида, в том числе обыкновенная креветка (Crangon crangon)
- Lissocrangon Kuris et Carlton, 1977 — 1 вид
- Lissosabinea Christoffersen, 1988 — 5 видов
- Mesocrangon Zarenkov, 1965[5] — 3 вида
- Metacrangon Zarenkov, 1965[5] — 24 вида
- Morscrangon Garassino et Jakobsen, 2005 — 1 ископаемый вид
- Neocrangon Zarenkov, 1965[5] — 6 видов
- Notocrangon Coutière, 1900 — 1 вид
- Paracrangon Dana, 1852 — 7 видов
- Parapontocaris Alcock, 1901 — 6 видов
- Parapontophilus Christoffersen, 1988 — 18 видов
- Philocheras Stebbing, 1900 — 52 вида
- Placopsicrangon Komai et Chan, 2009 — 1 вид
- Pontocaris Bate, 1888 — 10 видов
- Pontophilus Leach, 1817 — 3 вида
- Pseudopontophilus Komai, 2004 — 1 вид
- Prionocrangon Wood-Mason et Alcock, 1891 — 7 видов
- Rhynocrangon Zarenkov, 1965[5] — 3 вида
- Sabinea J. C. Ross, 1835 — 3 вида
- Sclerocrangon Sars, 1883 — 8 видов, в том числе шипастый шримс-медвежонок (Sclerocrangon salebrosa)
- Syncrangon Kim et Hayashi, 2003 — 2 вида
- Vercoia Baker, 1904 — 4 вида

## Представители
- шипастый шримс-медвежонок (Sclerocrangon salebrosa)
- шримс козырьковый

и другие.